# ادی تسیگلر
ادی تسیگلر (انگلیسی: Edi Ziegler؛ زادهٔ ۲۵ فوریهٔ ۱۹۳۰ – درگذشته ۱۹ مارس ۲۰۲۰) دوچرخه‌سوار اهل آلمان بود.
وی در مسابقات کشوری و بین‌المللی در مجموع برندهٔ ۱ مدال برنز شده‌است.